# ژیمناستیک

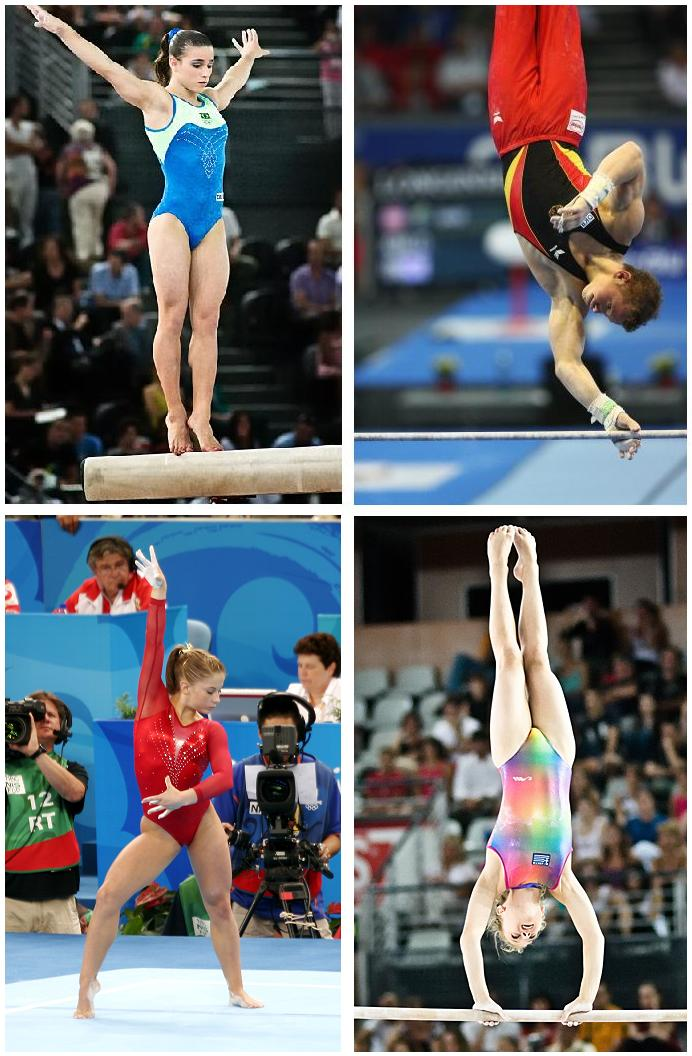
رشته‌های مختلف ژیمناستیک

ژیمناستیک (به فرانسوی: Gymnastique) ورزشی است که در دسته‌بندی رشته‌های آمادگی جسمانی قرار دارد و در آن حرکات نیازمندِ قدرت، انعطاف بدنی، چابکی، تعادل و هماهنگی اعضای بدن است. ژیمناستیک از تمرینات ورزشی که در یونان باستان انجام می‌شد، تکامل پیدا کرده و در سطح بین‌المللی زیر نظر فدراسیون بین‌المللی ژیمناستیک اداره می‌شود.
معروف‌ترین بخش این رشته ورزشی ژیمناستیک هنری است که در مسابقات آن ورزشکاران زن در رشته‌های حرکات زمینی، پرش از خرک، پارالل ناهم‌سطح و چوب موازنه و ژیمناست‌های مرد در رشته‌های حرکات زمینی، بارفیکس، پرش از خرک، دارحلقه، پارالل، و خرک حلقه به رقابت با یکدیگر می‌پردازند. ژیمناستیک موزون، ایروبیک، آکروباتیک و ترامپولین بخش‌های دیگر این رشته ورزشی را تشکیل می‌دهند. ژیمناستیک یک ورزش المپیکی است و از اولین دوره المپیک تاکنون در برنامه این مسابقات قرار داشته‌است. هم‌اکنون ژیمناستیک المپیکی از ۱۸ رویداد ورزشی جداگانه تشکیل می‌شود که ۱۴ رقابت در ژیمناستیک هنری، ۲ رقابت در ژیمناستیک موزون و ۲ رقابت در ترامپولین است.
ژیمناستیک در سطح تفریحی و به خصوص به عنوان تمرینات انعطاف بدنی بسیار محبوب است. در سطح قهرمانی این رشته به تمرینات بی‌وقفه و آمادگی جسمانی بسیار بالا در تمام ابعاد از جمله بنیه و استقامت قوی نیاز دارد. ژیمناستیک هرچند یک رشته ورزشی بدون برخورد است اما ورزش پرآسیبی است. فرودهای سنگین، افت‌ها یا برخورد به ابزار تمرینی ممکن است باعث آسیب‌دیدگی شود. صدمات جسمی در بین ورزشکاران ماهر بیشتر دیده می‌شود چون آن‌ها معمولاً برای مدت طولانی‌تری تمرین کرده و حرکات خطرناک‌تری را اجرا می‌کنند.

## تاریخچه

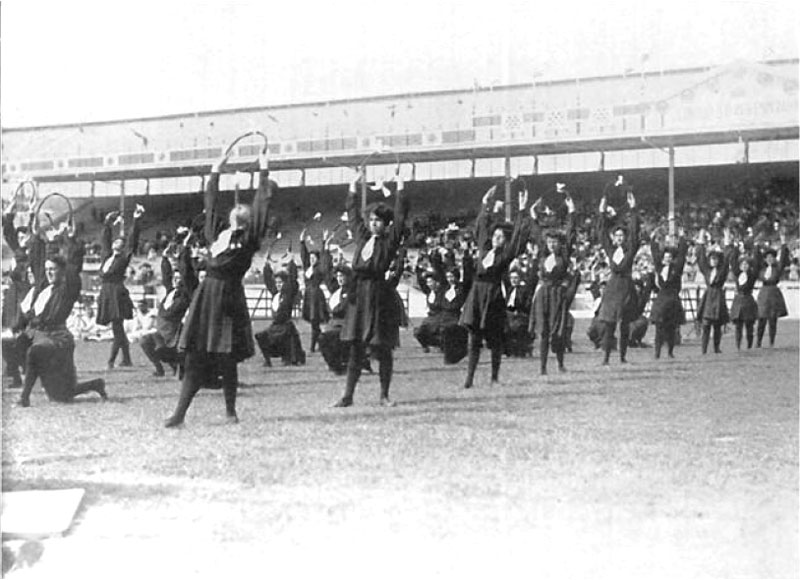
مسابقات المپیک تابستانی لندن در سال ۱۹۰۸. تیم ژیمناستیک زنان بریتانیا

هرچند در گذشته ورزش‌های مشابه ژیمناستیک در مصر و چین باستان هم تمرین می‌شده اما ریشه ژیمناستیک امروزین به یونان باستان می‌رسد و نام این رشته هم از واژه یونانی gymnazein آمده که معنای تحت‌اللفظی آن «تمرین کردن برهنه» است. در آن دوران ژیمناستیک همچون ورزش‌های دیگری مانند پرش، دو، پرتاب دیسک، کشتی و بوکس به عنوان بخشی از تمرینات نظامی و آماده‌سازی افراد برای جنگ محسوب می‌شد. این ورزش‌ها برای کسب قدرت و انعطاف عضلانی لازم برای جنگ‌های تن به تن اهمیت داشتند. از آن‌جا که آموزش‌های نظامی برای همه شهروندان یونان لازم بود و و یونانی‌ها پرورش بدن و ذهن را با یکدیگر کاملاً مرتبط می‌دانستند، ژیمناستیک اهمیت فرهنگی زیادی در آموزش‌های و تمرینان آنان داشت. ابتدا این رشته در ژیمنازیا (Gymnasia) ورزشگاه‌های روباز بزرگ انجام می‌شد و سپس وارد برنامه تحصیلی مدارسی شد که در آن‌ها به جوانان ژیمناستیک را در کنار موسیقی، ریاضی و فن بیان می‌آموختند. ژیمناستیک همچنین راهی برای تمرینات بدنی افراد برای آمادگی در جشنواره ورزشی مهم المپیک بود که از سال ۷۷۶ قبل از میلاد تا ۳۹۳ پس از میلاد هر چهار سال برگزار می‌شد.
با تعطیلی المپیک باستانی، تمرین ژیمناستیک یونانی از رونق افتاد تا اینکه در قرن هجدهم و نوزدهم میلادی دوباره در اروپای غربی احیا شد. احیای ژیمناستیک در واقع همراه با جریانی صورت گرفت که احیای ارزش‌های مرتبط با ژیمناستیک یعنی نیرومندی نیم‌تنه بالایی بدن، بدن عضلانی، کشش، نرمی، انعطاف، استواری و تعادل هم در آن دیده می‌شد. این نظریه یونانی‌ها که ذهن سالم در بدن سالم است، نیز همراه با تمرینات ژیمناستیک احیا شد و پشتیبانی برای تمرین و آموزش این ورزش بود. در اواسط سده نوزدهم فردریش جان تلاش زیادی برای وارد کردن ژیمناستیک به نظام آموزشی آلمان کرد. جان که به «پدر ژیمناستیک» معروف است تعدادی از مهم‌ترین ابزارهای ژیمناستیک از جمله بارفیکس، پارالل، خرک حلقه، چوب موازنه، نردبان ژیمناستیک و خرک‌های پرشی را ابداع کرد. چند سال بعد پیر هنریک لینگ سوئدی هم راه فریدریش جان را ادامه داده و یک سیستم ژیمناستیک سوئدی را پایه‌ریزی کرد که تأکید زیادی بر منافع پزشکی ژیمناستیک داشت.
در قرن نوزدهم ژیمناستیک آلمانی و سوئدی وارد آمریکا شد و در این کشور جنبه میهنی و نظامی آن پراهمیت‌تر از قبل شد. ژیمناستیک بسیار مورد توجه ارتش آمریکا قرار گرفت و در اوایل قرن بیستم کتابچه‌های راهنمای تمرینی در نیروهای مسلح آمریکا منتشر شد که تمام حرکات و تمرین‌های ژیمناستیک را توضیح داده بود. هرچند کاهش اهمیت جنگ‌های تن به تن و ماشینی شدن و اخیراً کامپیوتری‌شدن جنگ‌ها باعث شده تا اهمیت ژیمناستیک به عنوان تمرینی برای هماهنگی بدن و ذهن کاهش پیدا کند.

## رقابت‌های بین‌المللی

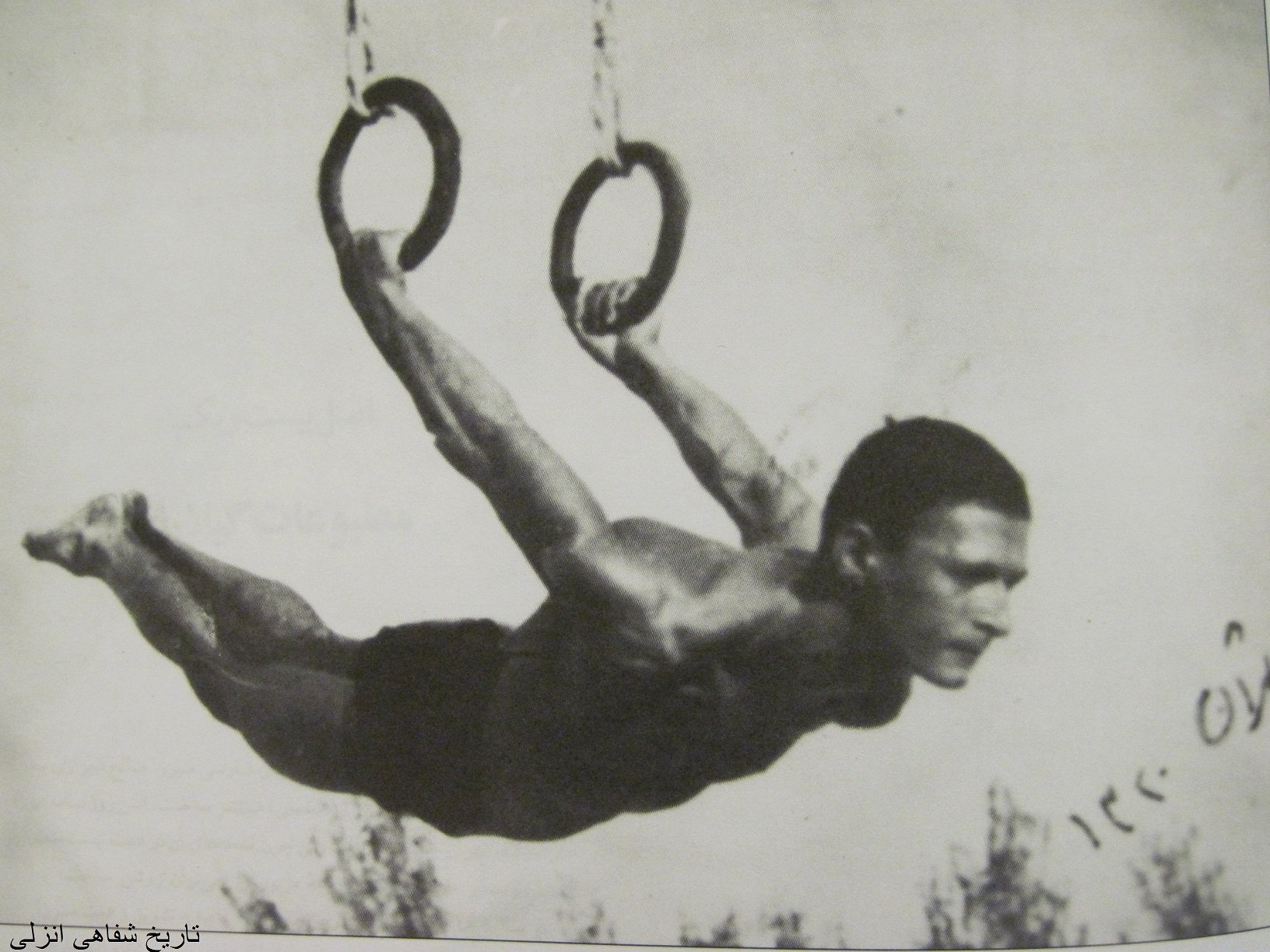
مسابقات جهانی در سال 1941

در سال ۱۸۸۱ فدراسیون بین‌المللی ژیمناستیک تأسیس شد و برگزاری مسابقات بین‌المللی در این رشته را آغاز کرد. ژیمناستیک از اولین دوره المپیک در ۱۸۹۶ تاکنون همواره در برنامه این مسابقات قرار داشته‌است. در المپیک ۱۸۹۶ پنج کشور در مسابقات ژیمناستیک شرکت کردند و آلمان تقریباً تمام مدال‌ها را از آن خود کرد.
اولین مسابقات بین‌المللی این رشته پس از المپیک در سال ۱۹۰۳ در شهر آنتورپ بلژیک برگزار شد. ژیمناست‌هایی از کشورهای بلژیک، فرانسه، لوکزامبورگ و هلند در این مسابقات که اولین دوره قهرمانی ژیمناستیک جهان محسوب می‌شود، شرکت کردند. اولین مسابقات تیمی مردان در المپیک ۱۹۰۴ سنت لوئیس برگزار شد. تا مسابقات قهرمانی جهان ۱۹۳۰ رشته‌های دو و میدانی مانند پرش با نیزه، دو صد متر، پرتاب وزنه، پرش باز و صعود با طناب هم در مسابقات ژیمناستیک برگزار می‌شدند اما از سال ۱۹۳۰ به بعد این رشته‌ها کم‌کم از مسابقات حذف شده و تا سال ۱۹۵۴ به‌طور کامل از قهرمانی ژیمناستیک جهان رخت بر بستند. در المپیک ۱۹۲۴ پاریس بود که رقابت‌های ژیمناستیک شکل امروزین خود را پیدا کرد یعنی ژیمناست‌ها در هر یک از اسباب به‌طور جداگانه برای کسب مدال آن وسیله تلاش می‌کردند. در سال ۱۹۲۸ ژیمناستیک تیمی زنان هم برای اولین بار به المپیک اضافه شد و با قهرمانی تیم هلند به پایان رسید. در سال ۱۹۶۲ ژیمناستیک موزون (ریتمیک) هم مورد پذیرش فدراسیون بین‌المللی ژیمناستیک قرار گرفت و سال بعد نخستین دوره مسابقات قهرمانی جهان آن با شرکت ۲۸ ورزشکار از ده کشور در بوداپست مجارستان برگزار شد. در المپیک ۱۹۸۴ لس آنجلس ژیمناستیک موزون برای نخستین بار وارد المپیک شد و از المپیک ۱۹۹۶ آتلانتا این رشته در بخش تیمی هم برگزار می‌شود.
هم‌اکنون ژیمناستیک المپیک شامل ۱۸ مسابقه است که برای هر کدام از آن‌ها مدال‌های طلا، نقره و برنز اعطا می‌شود. از این میان ۱۴ مسابقه در ژیمناستیک هنری (۸ مسابقه: تیمی، قهرمان قهرمانان و ۶ اسباب در بخش مردان و ۶ مسابقه: تیمی، قهرمان قهرمانان و ۴ اسباب در بخش زنان)، ۲ مسابقه در ژیمناستیک موزون (گروهی زنان و قهرمان قهرمانان زنان) و دو مسابقه در ترامپولین (انفرادی مردان و انفرادی زنان) برگزار می‌شوند.
قضاوت در مسابقات ژیمناستیک به این شکل است که ۶ داور مسابقه هر ورزشکار را بررسی کرده و بر اساس مسائل تکنیکی، زیبایی و پیچیدگی و دشواری حرکات، و وجود خطا امتیازی برای ورزشکار در نظر خواهند گرفت. بیشترین و کمترین امتیاز حذف می‌شوند و میانگین امتیازات چهار داور دیگر به عنوان امتیاز نهایی ورزشکار محسوب می‌گردد. در گذشته سقف امتیاز ۱۰ بود اما اکنون این سقف برداشته شده و محدودیتی برای کسب امتیاز وجود ندارد.
امروزه پنج مسابقه قهرمانی جهان ژیمناستیک برای پنج بخش اصلی این رشته به‌طور منظم توسط فدراسیون بین‌المللی ژیمناستیک برگزار می‌شود. رقابت‌های قهرمانی ژیمناستیک هنری جهان (اولین بار در سال ۱۹۰۳) و قهرمانی ژیمناستیک موزون جهان (ریتمیک) هر سال، به جز سال‌های برگزاری المپیک، برگزار می‌شوند. مسابقات قهرمانی ترامپولین (از ۱۹۶۴) در سال‌های فرد و قهرمانی ژیمناستیک آکروباتیک (۱۹۷۴) و قهرمانی ژیمناستیک ایروبیک (۱۹۹۵) هم در سال‌های زوج انجام می‌شوند.
در بازی‌های جهانی که یک رویداد چندورزشی مختص ورزش‌های غیر المپیکی است هم رشته‌های دیگر ژیمناستیک از جمله ژیمناستیک آکروباتیک، ایروبیک، ترامپولین دونفره و ژیمناستیک موزون (به جز تیمی و قهرمان قهرمانان) برگزار می‌شوند.

## اسباب

### ژیمناستیک هنری زنان

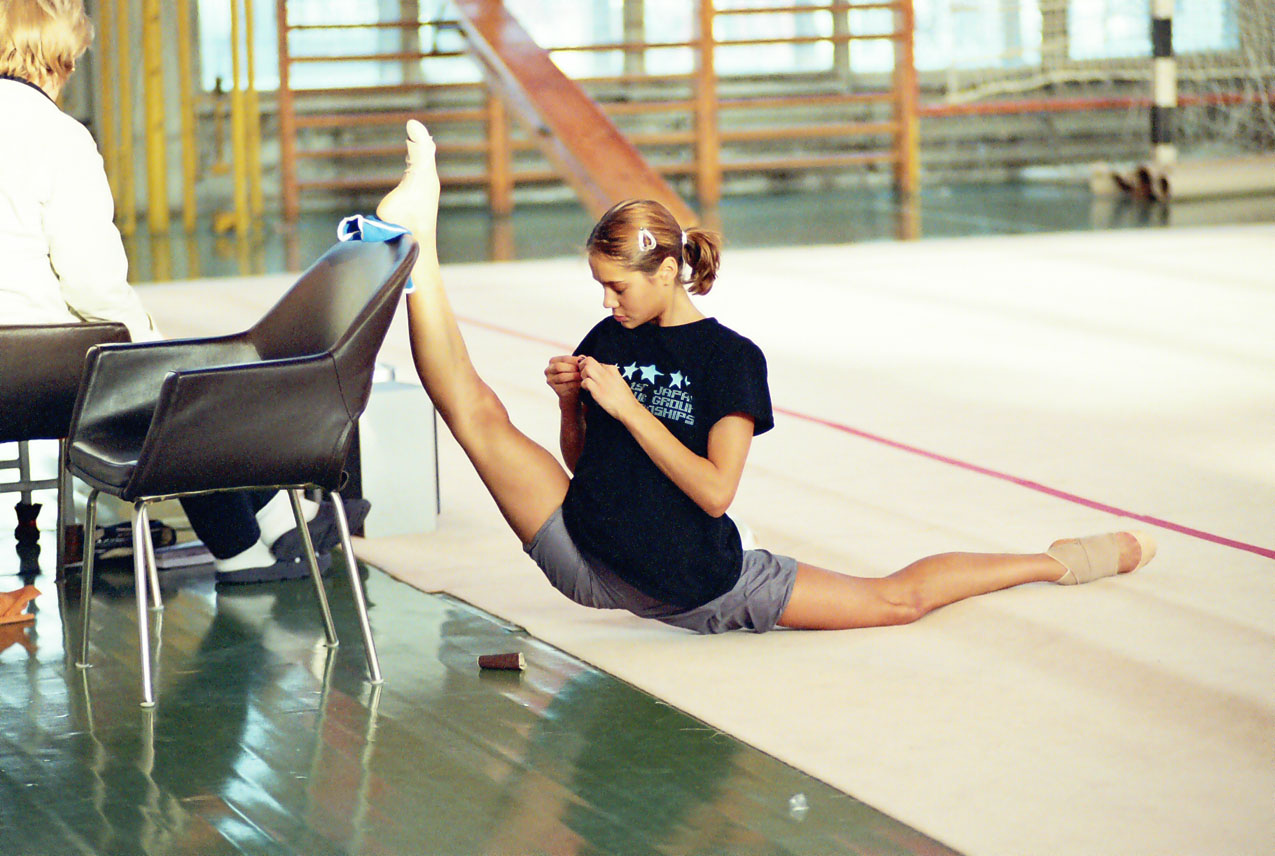
یک ژیمناست زن در حال گرم‌کردن پیش از مسابقه

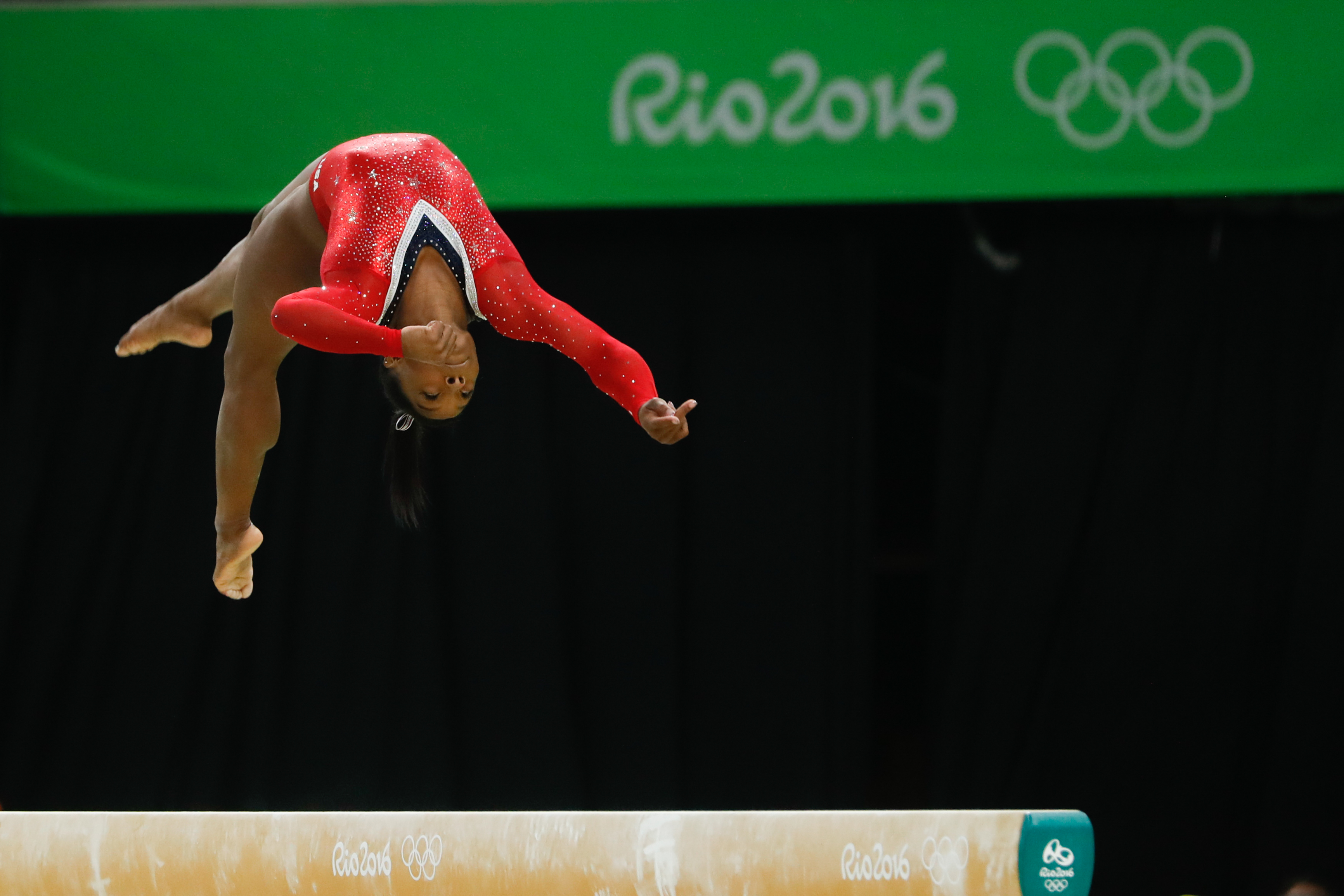
سیمون بایلز در حال اجرا در بازی‌های المپیک تابستانی ۲۰۱۶

قهرمانان ژیمناستیک به‌ویژه در بخش زنان، معمولاً سنین پایینی داشته و طول دوران قهرمانی آن‌ها هم به‌خصوص برای دختران کوتاه است و رو به کوتاه‌تر شدن هم دارد. یکی از دلایل این مسئله آن است که اسباب‌های مدرن ژیمناستیک زنان که اجازهٔ حرکات بسیار سریع، پیچیده و پویا را به دختران می‌دهد برای افراد کوتاه و سبک طراحی شده‌اند. در المپیک ۱۹۷۲ میانگین سن دختران ژیمناست ۱۸ سال، میانگین وزن آن‌ها ۴۶٫۸ کیلوگرم و میانگین قد آن‌ها ۱٫۵۷ متر بود و بهترین ژیمناست‌های زن تاریخ همچون نادیا کومانچی، اولگا کوربوت، و مری لو رتن بسیار کوتاه‌قد و سبک‌وزن بودند. در ژیمناستیک مردان این مسئله اهمیت کمتری دارد، چون نوع ابزارها بیشتر بر قدرت بدنی تأکید دارد تا بر انعطاف حرکتی و پویای ورزشکار.
چهار اسباب ژیمناستیک هنری زنان:
پرش از خرک
خم‌شدن، دویدن، کشش بدن به عنوان موقعیت‌های مختلف بدن در این رشته معرفی شده‌است. امتیاز به نحوهٔ اجرا و میزان پیچیدگی و سختی حرکت داده می‌شود. زن ژیمناستیک‌کار براساس میزان پرواز او از تخته پرش و نحوهٔ فرود او و عدم برداشتن قدم اضافه بعد از فرود بر روی زمین امتیاز می‌گیرد.
پارالل ناهم‌سطح
این رشته از ژیمناستیکِ زنان مورد استقبال بسیاری از تماشاچیان است. در این رشته حرکات و قدرتِ قسمت بالای بدنِ ژیمناست به نمایش گذاشته می‌شود. میزان زمان‌بندی و شدت نزدیک‌شدن در این رشته مهم است. نحوهٔ امتیازدهی بر میزان ادامه‌دادن حرکت بدون توقف و وقفه می‌باشد.
چوب موازنه
زن ژیمناست باید قدرتِ تعادل و استقامت خود را بر روی میله‌ای که تنها ۴ اینچ (حدود ۱۰ سانتی‌متر) پهنا دارد نمایش دهد.
حرکات زمینی
این حرکات یک حرفه تصویری است، که شامل ترکیبی از حرکات رقص و آهنگ می‌باشد. از ویژگی‌های حرکات زمینی می‌توان به استفادهٔ بهینه و مختلف از حداکثر فضای زمین و سطح پیچیدگی حرکات انجام‌شده بر روی زمین اشاره کرد. شخصیت یک فرد ژیمناست در این حرکات نمایش داده می‌شود، که کنترل کلیِ بدن را به نمایش می‌گذارد.

### ژیمناستیک هنری مردان
شش اسباب ژیمناستیک مردان:
حرکات زمینی
کل زمین و فضای موجود در این رشته برای انجام حرکات زمینی مورد استفاده قرار می‌گیرد. سالتوس‌های مختلف. حرکات چرخشی و پیچشی و فرودهای متعدد به عنوان موارد امتیازآور در رشته می‌باشند.
خرک حلقه
این رشته یکی از دشوارترین بخش حرکات دسته و جا به جایی دست‌ها به همراه حرکات پیچیده بدن بر روی خرک می‌باشد. این موقعیت به ژیمناستیک این امکان را می‌دهد که به‌طور فوق‌العاده‌ای از یک پرتاب به چرخش دیگر بدن خود را موج دهد.
دار حلقه
این حلقه‌ها باید به‌طور کامل ثابت و تحت کنترل باشند. شخص ژیمناست باید به‌طور کامل ثابت و موفقیت بدن خود را برای نمایش حرکات زیبا در این حلقه‌ها حفظ کند.
پرش از خرک
ارتفاع و کل مسافت طی شده و شتاب مرد ژیمناست به‌طور کلی موارد مورد امتیاز و مطرح در این رشته می‌باشد. شخص ورزشکار به محل پرش با حرکت مانوری آکروباتیک در هوا انجام می‌دهد و یک فرود ثابت و تعادلی باعث ایجاد جلوه در حرکت او می‌شود.
پارالل
تاب خوردن و پرواز از قسمت‌های مهم این رشته می‌باشد. مشکل‌ترین قسمت در انجام حرکات در این رشته، زمانی است که فرد ژیمناست برای انجام حرکت و جابجایی در قسمت جلو و پشت سالتوس باید میله‌ها را رها کند.
بارفیکس

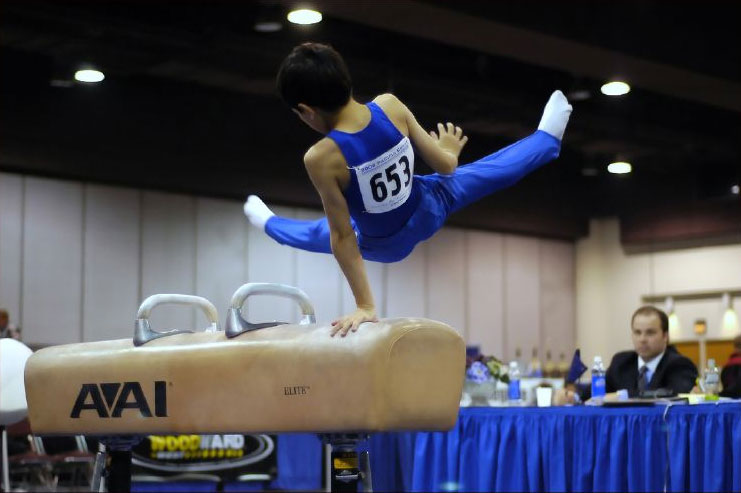
حرکات خرک

این میله‌های افقی یا میله ارتفاع به عنوان یک رشته مهم برای نمایش میزان جرات و مهارت شخص ژیمناست مرد به حساب می‌آید.

## ژیمناستیک موزون
این نوع ژیمناستیک ریشه خود را در بخش ژیمناستیک مدرن ایجاد کرده‌است و تحت تأثیر سیستم آزاد سوئدی قرار گرفته‌است. ژیمناستیک آشتیک نشان یک سری از احساسات و عواطف همراه با حرکات بدن می‌باشد. حرکات متناسب اولین بار توسط Emil dalkroz از سوئیس به عنوان تمرینات بدنی برای رقاص‌ها و نوازندگان برای بهبود دامنه حرکات بدنی آن‌ها معرفی شد و همچنین باعث انعطاف عضلات و وضعیت ایستادن مناسب می‌شد. ژیمناستیک موزون نیز تحت تأثیر عناصر رقص از فنلاند قرار گرفت. ژیمناستیک موزون بر اساس عناصر مختلفی از قبیل اجرا، اصول، نرمی حرکات و انجام حرکات در خط و همچنین حالات چهره و حرکات بدن ارزشیابی می‌شود.

آکروباتیست‌های قوی باعث کاهش امتیاز ژیمناست‌های شرکت‌کننده می‌شو ند. حرکات ژیمناستیک موزون بر روی یک فرش ۴۱ fee + ۴۱ انجام می‌گیرد و با استفاده از خطوطی محدوده شخصی از ان جدا شده‌است Ernes Edin اهالی ستونی به وجود آوردند روشی برای امتیازبندی ژیمناستیک موزون بود و به زودی این ورزش به عنوان یک ورزش رقابتی معرفی شد. ژیمناستیک موزون در سال ۱۹۶۶ در آمریکا معرفی شد.

ولی در آن زمان دارای محبوبیت مردمی بالایی نبود. در سال ۱۹۶۲ فدراسیون بین‌المللی ژیمناستیک این ورزش را به عنوان یک رشته ورزشی معرفی کرد. اولین دوره مسابقات جهانی ژیمناستیک موزون به بودایست با حضور ۱۰ کشور مختلف جهان انجام شد. در سال ۱۹۸۴ در لوس آنجلس مسابقات فردی ژیمناستیک موزون برای اولین بار در المپیک اجرا شد.
در ایران نیز افراد مستعدی در این رشته فعالیت دارند که یکی از این افراد که توانسته با ثبت ۱۲ حرکت جدید نام خود را به عنوان رکورددار ثبت حرکت در فدراسیون جهانی ثبت نماید عرفان نورانی کاپیتان تیم ملی ژیمناستیک ایران میباشد .